# Bibliothek der Sachgeschichten
Die Bibliothek der Sachgeschichten ist eine Fernsehsendung von Armin Maiwald, in der er (seine) Sachgeschichten aus der Sendung mit der Maus präsentiert. Eine normale Sendung ist durchschnittlich ca. 30 Minuten lang und wurde hauptsächlich auf ARD alpha sonntagmorgens von 11. Januar 2009 bis zum 19. Februar 2017 um 10:15 Uhr ausgestrahlt.
Jede Sendung ist einem Anfangsbuchstaben gewidmet. Nachdem das Alphabet einmal durch, aber noch genügend Sendematerial vorhanden war, beschloss man die Serie durchzunummerieren. Einige Sendungen wurden bei der Ausstrahlung in mehreren Teilen gesendet, die trotzdem zusammen eine Nummer haben.
| Länge der Folgen | Anzahl    |
| ---------------- | --------- |
| 24–30 Minuten    | 98 Folgen |
| 30–40 Minuten    | 29 Folgen |
| 40–60 Minuten    | 09 Folgen |
| 60–90 Minuten    | 06 Folgen |
| 90–120 Minuten   | 01 Folge  |

Folgende Sendungen bestehen aus mehreren Teilen:
- B8 über den Bio-Bauernhof, zweiteilig
- B9 Sommerreise 2012 Bahnreise von Sylt nach Oberstdorf, dreiteilig
- F4 Flugzeugbau, vom ersten Blech bis zum fertigen Flieger, zweiteilig (Sonderlänge: zweimal 58 Minuten)
- K10 mit Klassikern, zweiteilig
- M3 Mainreise – Mit dem Schiff von Bamberg bis Mainz, zweiteilig
- O4 Ostseereise – Eine Reise entlang der deutschen Ostseeküste, zweiteilig
- R7 Radtour rund ums Ruhrgebiet (Spezial), zweiteilig
- W7 über den Wanderweg der Deutschen Einheit, dreiteilig

Einige Sendungen erhielten ein neues Intro durch Armin Maiwald und ältere Sachgeschichten wurden durch neuere ersetzt, z. B. L2 und O2. Einige Folgen, z. B. M2 oder F1, wurden vollständig überarbeitet. Die geänderten Folgen (mit Ausnahme von A2) sind nur noch in der aktualisierten Version erhältlich. Teilweise sind jedoch auch ältere Folgen, die nicht überarbeitet wurden, nicht mehr erhältlich.
Darüber hinaus werden aktuell zwei Pakete (bezeichnet als P11 und P12) angeboten, die jeweils 10 verschiedene Folgen enthalten.

## Liste der Sendungen

### A
7 Folgen
| Folge    | Thema/Titel            | Inhalt | Jahr | Bemerkungen                                                                                       |
| -------- | ---------------------- | --- | ---- | ------------------------------------------------------------------------------------------------- |
| A1       |                        | - Auto spritzt - Alternative Kraftstoffe - Autobahnstriche - Autoschilder - Achterbahn | 1992 |                                                                                                   |
| A2 (alt) | Atomkraft              | - Wie klein ist ein Atom? - Wo findet man Atome? - Atome sind nicht unteilbar - Was ist eine „Kettenreaktion“? - Was bewirkt die „Kettenreaktion“? - Was ist gefährlich am Atomkraftwerk? - Wenn „Teilchen“ rauskommen - Wie lange sind „Teilchen“ aktiv? - andere Möglichkeiten - Aufreißdose |      | Spezialsendung aufgrund der Reaktorkatastrophe von Tschernobyl                                    |
| A2 (neu) | Atomkraft              | - Atome - Kettenreaktion - Was bewirkt eine „Kettenreaktion“? - Atomkraftwerk - Strahlung | 2011 | Anlässlich der Fukushima-Katastrophe wurde die »Atom-Maus« und ebenso die Folge »A2« aktualisiert |
| A3       |                        | - ABC in der Einkaufsstraße - Astronautenklo - ABC beim Morsen - Autobahnbau - ABC mit Flaggen - Apfelsaft - Apfel – Obstfarbe | 2006 |                                                                                                   |
| A4       | Autobau                | - vom ersten Blech bis zum fertigen Auto | 2000 | am Beispiel eines Ford Focus                                                                      |
| A5       | Abschied von der Hülle | - Abschied von der Hülle | 2004 | Spezialsendung über den Tod                                                                       |
| A6       | Antriebe               | - Flugzeugtriebwerk - Raketentriebwerk - Segelantrieb - Magnetantrieb | 2014 |                                                                                                   |
| A7       | Aua & Co.              | - Jeder hat sie schon mal am Po gehabt: Die Penatencreme - Große Hilfe bei kleinen Wehwehchen: Das Heftpflaster - Eine besondere Brille für ein besonderes Land - Woher weiß die Kopfschmerztablette, dass sie in den Kopf soll? - Eine winzig feine Nadel, die keine ist: Die Kanüle          | 2014 |                                                                                                   |

### B
11 Folgen
| Folge    | Thema/Titel                              | Inhalt | Jahr | Bemerkungen       |
| -------- | ---------------------------------------- | --- | ---- | ----------------- |
| B1       |                                          | - Blinken - Birne in der Flasche - Brötchen - Ball - Blümchen trinkt Wasser - Blinken, wie das Auto geteilt wird | 1992 |                   |
| B2       | Brückenbau                               | - Elsetalbrücke bei Kirchlengern wird gebaut - Bleistift | 1996 |                   |
| B3       |                                          | - Baumklettern - Blitztrick - Bananenreiferei - Warum ist die Banane krumm? - Bleistiftspitzer - Bahnhofsgeschichte | 2000 |                   |
| B4 (alt) | Briefmarken                              | - Briefmarken - Druck einer Briefmarke vor 20 Jahren - Druck einer Briefmarke heute (Maus-Sondermarke) - Wie kommt der Stempel auf die Briefmarke | 2001 |                   |
| B4 (neu) | Bayreuther Festspiele                    | - Bayreuther Festspiele |      |                   |
| B5       |                                          | - Büroklammerherstellung - Bundestagswahl - Wie funktioniert die Bundestagswahl? - Wie geht das Auszählen der Stimmen? - Bonbon mit Füllung | 2001 |                   |
| B6       |                                          | - Bananensenf - Bratpfanne - Wie wird eine Brille gemacht? - Brille: Kurz- und Weitsichtigkeit | 2005 |                   |
| B7       |                                          | - Blau machen - Binnenschiffer - Blindenbinde - Blitz I - Blitz II - Baumringe | 2007 |                   |
| B8       | Bio-Bauernhof                            | - Frühling auf dem Bio-Bauernhof - Sommer auf dem Bio-Bauernhof - Herbst auf dem Bio-Bauernhof - Winter auf dem Bio-Bauernhof | 2010 | zweiteilig        |
| B9       | Bahnreise von Westerland nach Oberstdorf | - Sylt → Hindenburgdamm → Husum → Lunden → Hamburg → Maschen - Lüneburg → Uelzen → Lüneburger Heide → Faßberg → Celle - Hildesheim → Goslar → Luchse im Harz → Bad Langensalza - Gotha → Paulinzella → Grenzbahnhof Probstzella, Pralinenmanufaktur - Kronach → Coburg → Lichtenfels → Fürth → Nürnberg - Schwabach → Augsburg → Kaufbeuren → Oberstdorf | 2012 | Sommer-Reise 2012 |
| B10      | Boards und Cars                          | - Longboard - Skateboard (Slow Motion) - Snowboard - Bobby-Car | 2015 |                   |
| B11      | Basteln                                  | - Bastelschere - Klebestreifen - Wackelbild - Reißzwecke | 2016 |                   |

### C
3 Folgen
| Folge | Thema/Titel | Inhalt | Jahr | Bemerkungen |
| ----- | ----------- | --- | ---- | ----------- |
| C1    |             | - Camembert - Computer/Taschenrechner - Coober Pedy (Ort in Australien, wo unter der Erde Opale gefunden werden) - Champagner |      |             |
| C2    |             | - Cornflakes - Computerbrief - Christbaum - Cowboy                                                                            | 1999 |             |
| C3    |             | - Computertastatur - Computer - Handy                                                                                         | 2007 |             |

### D
3 Folgen
| Folge | Thema/Titel | Inhalt                                                                              | Jahr | Bemerkungen |
| ----- | ----------- | ----------------------------------------------------------------------------------- | ---- | ----------- |
| D1    |             | - Drehleiter (Feuerwehrauto) - Dominiks Armbruch - Diskus (Sportgerät) - Dauerwelle | 1993 |             |
| D2    |             | - Dosenöffner - Dübel, die Erfindung des Dübels - Dampflokomotive                   |      |             |
| D3    |             | - D-Check - Haben Daten ein Gewicht? - Donner - Becher der Gerechtigkeit            | 2009 |             |

### E
7 Folgen
| Folge | Thema/Titel            | Inhalt | Jahr | Bemerkungen       |
| ----- | ---------------------- | --- | ---- | ----------------- |
| E1    | Erdöl                  | - Erdöl | 1992 |                   |
| E2    |                        | - Ei (drittältester Maus-Film aus dem Jahr 1969), vom Legen des Eis über den Verkaufsweg bis auf den Frühstückstisch - Ei-Experimente, Eier werden gekocht und jeweils im Minutentakt aufgeschnitten, um zu sehen, wie weit das Ei schon hart ist - Ei des Kolumbus - Ei zerbricht (Zeitlupe) - Eierrolle (Stangen-Ei), Herstellung eines Stangeneis - Eis (Speise-Eis), Herstellung von Speiseeis | 1997 |                   |
| - E3  |                        | - E-Werk an der Ruhr - Eidechsengeburt - Eukalyptusöl - Eukalyptus-Bonbon - Eisbär (in Zeitlupe), schüttelt sich Wasser aus dem Fell | 2000 |                   |
| E4    | Eisenbahn              | - Zugabfertigung IC - Zugwaschanlage/Zugwäsche Triebwagen 423 - Eisenbahnbetriebswerk | 2007 |                   |
| E5    | Reise entlang der Elbe | - Von der Quelle bis Bad Schandau - Dresden und Meißen - Von Torgau bis Dessau - Rühstädt - Von Rüterberg bis Hitzacker - Von Hamburg bis Cuxhaven | 2008 | Sommer-Reise 2008 |
| E6    | Ein Mensch entsteht    | | 2014 |                   |
| E7    | Erde, Sonne und Mond   | - Erde, Sonne und Mond |      |                   |

### F
10 Folgen
| Folge    | Thema/Titel            | Inhalt | Jahr | Bemerkungen                                                                                                 |
| -------- | ---------------------- | --- | ---- | --- |
| F1 (alt) |                        | - Farben - Farben aus Naturstoffen - Farbe als Gagstory - Fußball durch Scheibe - Fensterscheibe - Flug mit Luftballons                                                                           | 1992 | |
| F1 (neu) | Fußböden               | - Linoleumfußboden - Kunstrasen - Laminat | 2012 | |
| F2 (alt) |                        | - Fallschirmabsprung - Fasermaler (Filzstift) - Feuer machen in Australien - Fotokopierer - Frosch hüpft (in Zeitlupe)                                                                            | 1997 | |
| F2 (neu) | Frühstückstisch        | - Warum haben Brötchen oben einen Schlitz? - Ein besonderes Brot wird gebacken. - Kann man Butter selber machen? - Wie sieht ein Frühstückstisch eigentlich aus dem Blickwinkel einer Fliege aus? | 2014 | |
| F3       |                        | - Fliegenstart (in Zeitlupe) - Fußball (Herstellung am Beispiel des offiziellen Spielballes Tricolore der Fußball-Weltmeisterschaft 1998) - Fähre - Feuerwehrlied (Link)                          | 2000 | |
| F4       | Flugzeugbau            | - vom ersten Blech bis zum fertigen Flieger |      | am Beispiel eines Airbus A321 Bilder vom Lufthansa-Airbus A321-100 „Flensburg“ (D-AIRY) mit Maus-Aufkleber: |
| F5       | Start eines Flugzeuges | - Was muss alles passieren, bis ein Flugzeug in die Luft gehen kann? |      | |
| F6 (alt) |                        | - Fahrradkette - Feuerwerksrakete - Fischernetz; Wie funktioniert der Fischfang unter Wasser? - Fliege; Flug einer Fliege über einen Frühstückstisch                                              | 2001 | |
| F6 (neu) | Feuerwerk              | - Wunderkerze (Slow Motion) - Feuerwerksrakete - Feuerräder (Sonnenwirbel) - Feuerwerksbomben | 2015 | |
| F7       |                        | - Filtertüte - Fingerhut - Frosch - Fußballschuh (Herstellung für die Fußball-Weltmeisterschaft 2006, am Beispiel des Schuhs von Michael Ballack)                                                 | 2007 | |
| F8       |                        | - Fernsehgebühren - Fahrkartenautomat | 2009 | |
| F9       | Filmtricks             | - Glasshot - Glasshot Stuhl - Pfeil am Draht - Zuckerflasche - Linker Fuß | 2011 | |
| F10      | Feuerwehrdrehleiter    | - vom Fahrgestell bis zum fertigen Feuerwehrauto |      | |

### G
10 Folgen
| Folge    | Thema/Titel            | Inhalt | Jahr | Bemerkungen                                                                                          |
| -------- | ---------------------- | --- | ---- | --- |
| G1       |                        | - Goethe, ein Dampfschiff - Grashalm - Geburtstagspaket, ein Geburtstagspaket wird mit der Post versandt | 1992 | |
| G2 (alt) | Geld                   | - Groschen, wie wird der gemacht? - Geld, Tauschhandel Ware gegen Ware - Geld, Tauschmittel Steine, Salz usw. - Geld, Tauschmittel Gold, erste Münze - Geld, Pfund Sterling, Marca (Mark (Gewicht) und Mark (Währung)) - Geld, Papiergeld, Scheck, Kreditkarte - Geld, der „Wert“ des Geldes                                           |      | |
| G2 (neu) | Geld                   | - Geld, Tauschhandel Ware gegen Ware - Geld, Tauschmittel Steine, Salz usw. - Geld, Tauschmittel Gold, erste Münze - Geld, Pfund Sterling, Marca (Mark (Gewicht) und Mark (Währung)) - Geld, Papiergeld, Scheck, Kreditkarte - Geld, was passierte mit der D-Mark? - Geld, der „Wert“ des Geldes - Geld, acht Währungen in einem Leben |      | Neuauflage zur Euro-Einführung                                                                       |
| G3       |                        | - Gummibärchen - Geisterschloss - Funktion einer Glühlampe - Gänsehaut - Glasmurmel - Guten Morgen | 2000 | |
| G4       | Glockengießen          | | 1990 | Entstehung der „Dankglocke“ bei Petit & Gebr. Edelbrock für die St.-Nikolai-Kirche in Berlin-Spandau |
| G5       |                        | - Gabel - Geschenkband I - Geschenkband II - Gezeiten - Aufbau einer Glühlampe | 2001 | |
| G6       | Gesetzgebungsverfahren | - Wie entsteht ein Gesetz? |      | |
| G7       |                        | - Geldstück: Wie wird der Euro hergestellt? - Geldautomat - Glühfaden - Glühlampe | 2005 | |
| G8       |                        | - Globus 1 - Globus 2 - Mondglobus - Sonnenfinsternis 1 - Sonnenfinsternis 2 | 2007 | |
| G9       |                        | - Gabel - Glasrecycling - Glockenklöppel (Dresdener Frauenkirche) | 2008 | |
| G10      | Grenzgeschichten       | - Erste Etappe: Von Hof nach Hirschberg - Zweite Etappe: In die Luft und unter Tage - Dritte Etappe: Tricks, mit denen Menschen aus dem Osten versuchten, in den Westen zu gelangen | 2014 | Sommer-Reise 2014: Entlang der ehemaligen deutsch-deutschen Grenze                                   |

### H
6 Folgen
| Folge    | Thema/Titel           | Inhalt | Jahr | Bemerkungen |
| -------- | --------------------- | --- | ---- | ----------- |
| H1 (alt) |                       | - Hochwasser - Hemiunu (Erbauer der Cheops-Pyramide) - Hausnummern - Huhn legt Ei (2 Beiträge) - Hund (Hindernis-Sprünge)                                                                     | 1993 |             |
| H1 (neu) | Heimwerken und Hobby  | - Abdeckfolie - Naturfarben - Ringschlüssel - Crazy Maschine | 2012 |             |
| H2 (alt) |                       | - Hopfenanbau - Hund schwimmt (in Zeitlupe) - Hund säuft Milch (in Zeitlupe) - Hydranten-Schild, siehe: Hinweisschilder zu Straßeneinbauten                                                   | 1997 |             |
| H2 (neu) | Altes Handwerk        | - Kann man mit Essstäbchen Musik machen? - Die Glasmurmel, ein Kinderspielzeug, das es kaum noch gibt - Kann man mit Milch ein Auto hochheben? - Drei Jahre und einen Tag unterwegs: Die Walz | 2014 |             |
| H3       |                       | - Heftklammern - Hostien - Honig - Hochseilartisten | 2001 |             |
| H4       | Haushalt – Badezimmer | - Wasserhahn - Siphon - Toilettenbecken - Waschmaschine | 2011 |             |
| H5       | Hochwasser            | - Hochwasser - Deichbau - Gummistiefel |      |             |
| H6       | Hightech-Archäologie  | - Hightech-Archäologie | 2019 |             |

### I und J
3 Folgen
| Folge | Thema/Titel   | Inhalt                                                                     | Jahr | Bemerkungen |
| ----- | ------------- | -------------------------------------------------------------------------- | ---- | ----------- |
| I/J1  |               | - Jeans, der Stoff - Internet - Jeans, die Hose - Innenleben, der Dünndarm | 2001 |             |
| I1    | ICE 4         | - Bau eines ICE 4                                                          |      |             |
| J1    | Jugendgericht | - Jugendgericht                                                            |      |             |

### K
10 Folgen
| Folge    | Thema/Titel            | Inhalt | Jahr | Bemerkungen |
| -------- | ---------------------- | --- | ---- | ----------- |
| K1       |                        | - Kerzen (selbst gemacht) - Kerzenflamme (Was brennt bei einer Kerze?) - Kaffee aus Kenia - Klopapier - Kokosnuss-Falltest (Eine Kokosnuss wird in immer größeren Abständen auf eine Holzplanke geworfen)                                              | 2010 |             |
| K2 (alt) |                        | - Korken - Kühlschrank - Kikeriki - Kontrabass - Kuhfladen-Roulette | 1997 |             |
| K2 (neu) | Küche                  | - Kühlschrank - Mikrofasertuch - Hausstaub - Mülltonnen | 2012 |             |
| K3       | Krankenhausgeschichten | - Röntgen - Krankenschwester - Platzwunde nähen - Narkose - Krankenhauswäscherei | 2001 |             |
| K4       |                        | - Kalender: Das Jahr am Beispiel eines Baumes - Kalender: Woher kommen die Namen der Monate? Römischer Kalender - Känguru - Kaugummiherstellung - Kaugummi: Wie kann man ihn wieder entfernen?                                                         | 2001 |             |
| K5       |                        | - Kufenstuhl - Korkenrecycling - Kochtopf - Knopf | 2005 |             |
| K6       |                        | - Kugelschreiber - Käsescheiben - Kerze ausblasen - Kronkorken - Kirmes | 2007 |             |
| K7       | Kartoffeln             | - Kartoffelroder - Pommes frites - Geschichte der Kartoffel - Kartoffelchips - Redensart „Wie eine heiße Kartoffel fallenlassen“ - Kartoffel kochen unter dem Mikroskop                                                                                | 2007 |             |
| K8       |                        | - Kletterkran - Baumpfleger - Schwerlastkran | 2008 |             |
| K9       | Karneval               | - Karnevalsmaus - Lappenkostüm - Polizeipferde im Rosenmontagszug | 2009 |             |
| K10      | Klassiker              | - Teil 1: - Korken (1972/73) - Geburtstagsüberraschung (1976) - Müllmänner-Lied (1976) - Gummibärchen - Wie die Maus (Zeichentrick) gemacht wird - Teil 2: - Löcher im Käse (1989/90) - Zahnpasta-Rap (Zahnpastastreifen, 1991) - Kikeriki - Vitamin C | 2011 | zweiteilig  |

### L
4 Folgen
| Folge    | Thema/Titel | Inhalt                                                                                             | Jahr | Bemerkungen |
| -------- | ----------- | -------------------------------------------------------------------------------------------------- | ---- | ----------- |
| L1       |             | - Leim aus Milch - Löcher im Käse - Linker Fuß (oder: das verrückte Frühstück)                     | 1993 |             |
| L2 (alt) |             | - Laterna magica (Dia, Daumenkino, Wundertrommel) - Lochkamera - Löffel - Lego-Stein - Luft wiegen |      |             |
| L2 (neu) |             | - Laterna magica (Dia, Daumenkino, Wundertrommel) - Lochkamera - Lego-Stein - Luft wiegen          | 2010 |             |
| L3       | Maus-Lieder | - Straßenbahn-Lied - Schrott-Lied - Pizza-Lied - Zahnpasta-Rap - Müllmänner-Lied - Maus-Tour-Lied  |      |             |
| L4       |             | - Leuchtturm - Linoleum - Luftpumpe (1973) - Limonade                                              | 2002 |             |

### M
9 Folgen
| Folge    | Thema/Titel           | Inhalt | Jahr | Bemerkungen       |
| -------- | --------------------- | --- | ---- | ----------------- |
| M1       | Müll                  | - Eine Woche Müll von 66 Familien - Wie entsteht Müll? - Müll-Deponie - Müll-Menge / Verbrennung - Müll trennen - Müll vermeiden         | 1993 |                   |
| M2 (alt) |                       | - Wie die Maus (Zeichentrick) gemacht wird - Maus-Aufkleber - Maus-Kilometer (Drehorte in Deutschland) - Maus-Matrjoschka (aus Russland) | 1997 |                   |
| M2 (neu) | Malen und Schreiben   | - Pinsel - Pinsel aus Tierhaaren - Filzstift - Füller - Stabilostifte                                                                    | 2012 |                   |
| M3 (alt) |                       | - Mensch ärgere Dich nicht: - Herstellung: a) Figur, b) Würfel, c) Druck, d) Spielfläche - Marktplatz - Memory-Metall                    | 2001 |                   |
| M3 (neu) | Mainreise             | - Mit dem Schiff von Bamberg nach Mainz                                                                                                  |      | Sommer-Reise 2013 |
| M4       | Metall                | - Eisengewinnung - Die Krone des Hieron, Archimedes/Archimedisches Prinzip - Vom Funken zum Feuer                                        |      |                   |
| M5       |                       | - Milch - Melken - Milchpackung: Milchkanne, Getränkekarton und Getränkeschlauch - Mais - Meisenknödel                                   | 2007 |                   |
| M6       |                       | - Dauermagnet - Stahlmaßband - Münzen sortieren - Mullbinde                                                                              | 2008 |                   |
| M7       | Metall                | - Kunstschmied Amboss - Freiformschmiede - Seil spleissen - Skilift                                                                      | 2011 |                   |
| M8       | Moskau                | - Moskau | 2013 |                   |
| M9       | Meer, Strand, Schiffe | - Fischernetz - Leuchtturm - Sand am Strand - Gezeiten                                                                                   |      |                   |

### N
4 Folgen
| Folge | Thema/Titel             | Inhalt | Jahr | Bemerkungen |
| ----- | ----------------------- | --- | ---- | ----------- |
| N1    | Nachkriegszeit – Teil 1 | - Wie sah’s damals bei uns aus? - Wie waren wir ‚damals‘ angezogen? - Der ‚neue‘ Pullover - Wie wohnten wir ‚damals‘? - Was gab’s zu essen? - Schule ‚damals‘ | 1993 |             |
| N2    | Nachkriegszeit – Teil 2 | - Nachkriegs-Luxuswohnung - Nachkriegs-Erfindungen - Nachkriegs-Spielzeug - Nachkriegs-Hose - Lebertran                                                       | 1998 |             |
| N3    |                         | - Natürliche Kunststoffe - Nadel und Faden - Nudeln - Nähmaschine                                                                                             |      |             |
| N4    | Nordseereise            | - Eine Reise entlang der deutschen Nordseeküste |      |             |

### O
4 Folgen
| Folge    | Thema/Titel              | Inhalt | Jahr | Bemerkungen                   |
| -------- | ------------------------ | --- | ---- | ----------------------------- |
| O1 (alt) |                          | - Otto von Guericke auf der Suche nach dem „Nichts“ - Die Magdeburger Halbkugeln - Otto entdeckt den Druck der Luft - Otto und das Wetter - Onyx, ein Voltigierpferd |      |                               |
| O1 (neu) |                          | - Otto von Guericke auf der Suche nach dem „Nichts“ - Die Magdeburger Halbkugeln - Otto entdeckt den Druck der Luft - Otto und das Wetter - Aufbau einer Orgel       | 2010 |                               |
| O2       | Olympische Sportarten    | - Mountainbike - Synchronspringer - Stabhochsprung - Dressurreiten - Achter                                                                                          |      |                               |
| O3       | Antike olympische Spiele | - Olympische Spiele - Olympia (Griechenland) |      |                               |
| O4       | Ostseereise              | - Eine Reise entlang der deutschen Ostseeküste | 2015 | Sommer-Reise 2015; zweiteilig |

### P
5 Folgen
| Folge | Thema/Titel | Inhalt | Jahr | Bemerkungen |
| ----- | ----------- | --- | ---- | ----------- |
| P1    |             | - Parkuhr - Polizeigeschichten (Fingerabdruck) - Popcorn - Pfeil am Draht (Filmtrick) - Pinsel in Farbeimer                         | 1994 |             |
| P2    |             | - Pinsel - Pferdegeburt - Pferd im Galopp (in Zeitlupe) - Penaten-Creme - Polizistenbäcker (wie eine Polizeipuppe hergestellt wird) | 1998 |             |
| P3    |             | - Pumpe - Putzer - Printen - Pudel trimmen - Pflasterstein                                                                          | 2003 |             |
| P4    | Passivhaus  | - Passivhaus | 2005 |             |
| P5    |             | - Papierschiff - Warum schwimmt ein Schiff? - Was trägt der Papst? - Porzellanteller - Phänomenta Mondgleiter                       | 2007 |             |

### Q
1 Folge
| Folge | Thema/Titel             | Inhalt | Jahr | Bemerkungen |
| ----- | ----------------------- | --- | ---- | ----------- |
| Q1    | Quiz, Quatsch und Quark | - Quark als Modelliermasse - Quatsch: „Dasselbe“ und „das Gleiche“ - Quiz: Die 9 besten Möglichkeiten, einen Fluss zu überqueren - Quatsch: Kartoffel schälen - Querulant zählt von 1 bis 100 - Quatsch: Apfelmus - Quatsch: Berliner Ballen | 1994 |             |

### R
8 Folgen
| Folge    | Thema/Titel                 | Inhalt | Jahr | Bemerkungen                   |
| -------- | --------------------------- | --- | ---- | ----------------------------- |
| R1 (alt) |                             | - Rasenmäher für große Flächen - Rasenmäher, wie funktioniert der? - Rind, was wird daraus gemacht? - Reißverschluss - Ritter, Armin probiert eine Rüstung an |      |                               |
| R1 (neu) |                             | - Rasenmäher für große Flächen - Rasenmäher, wie funktioniert der? - Rind, was wird daraus gemacht? - Reißverschluss (neue Version) - Ritter, Armin probiert eine Rüstung an | 2010 |                               |
| R2       | Das antike Rom              | - Der Augenblick Null - Wer war Augustus? - Was zog man an, in Rom? - Wie wohnte man damals? - Die größte Sonnenuhr der Welt, Solarium Augusti - Was wir nicht erzählt haben (Mund der Wahrheit) |      |                               |
| R3       |                             | - Rübenmaus - Rübenkraut - Ring-Maulschlüssel - Raufasertapete - Rückstrahler | 2002 |                               |
| R4       |                             | - Radio - Real-Blitz - Regenschirm | 2003 |                               |
| R5       |                             | - Wie funktioniert ein Rauchmelder? - Was muss man machen, wenn’s brennt? - Radarreflektoren - Rucksack |      |                               |
| R6       | Rennauto                    | - Rennauto - Reifenwechsel | 2009 |                               |
| R7       | Radtour rund ums Ruhrgebiet | - Museum der Deutschen Binnenschifffahrt - Gasometer-Tauchturm Duisburg - Duisburg-Marxloh - DITIB-Merkez-Moschee - Emscher - Museumseisenbahn Wesel - Schützenkönig von Krudenburg - Lippefähre Baldur - Kohledenkmal Dorsten - Gasballon - LWL-Römermuseum Haltern am See - Kanalkreuz Datteln - Bummannsburg in Bergkamen - Steinkohlebergwerk - Wasserwerke Westfalen - Wasserschloss Werdringen - Schloss Steinhausen - Steinbildhauer - Muttental - Ruhrtalbahn - Rotkohl-Wandfarbe - Straußenfarm - Kanupolo - Virtuelles Wasser | 2010 | Sommer-Reise 2010, zweiteilig |
| R8       | Recycling                   | - PET-Mehrweg - PET-Recycling - Fleece |      |                               |

### S
13 Folgen
| Folge    | Thema/Titel   | Inhalt | Jahr | Bemerkungen                                                    |
| -------- | ------------- | --- | ---- | -------------------------------------------------------------- |
| S1       | Salz          | - Hasen fangen mit Salz - Salz, Gewinnung aus Meerwasser - Salz, wie kommt das ins Meer? - Salzstangen - Steinsalz aus Wesel | 1994 |                                                                |
| S2 (alt) |               | - Steinchen werfen (in Zeitlupe) - Sand am Strand - Socken-Rap - Strichcode - Sägen (in Zeitlupe)                            | 1998 |                                                                |
| S2 (neu) | Süßigkeiten   | - Was ist eine Rübenmaus? - Gummibärchen - Schokokuss - Puffreis                                                             | 2013 |                                                                |
| S3       | Steinzeithaus | - Ein Steinzeithaus wird gebaut, vom Holzfällen bis zur Sonnenterrasse                                                       | 2001 | Das Steinzeithaus steht heute im Pfahlbaumuseum Unteruhldingen |
| S4       | Steinzeit     | - Kaugummi - Bogenbau - Pfeilbau - Modenschau                                                                                |      |                                                                |
| S5       | Schiffbau     | | 2001 |                                                                |
| S6       | Solarenergie  | | 2004 |                                                                |
| S7       |               | - Sprengung - Betonrecycling - Schiefer                                                                                      | 2004 |                                                                |
| S8       |               | - Sandpapier - Solarofen, Solarkocher - Schließfach, am Kölner Hauptbahnhof - Schnürsenkel - Schultafel                      | 2005 |                                                                |
| S9       | Strom         | - Was ist Strom? - Batterie - Volta-Element                                                                                  | 2007 |                                                                |
| S10      |               | - Streckenläufer - Steinwolle - Schokolade - Spülmaschine - Spülkasten                                                       | 2007 |                                                                |
| S11      |               | - Streichhölzer - Streichholzschachtel - Spargel                                                                             | 2008 |                                                                |
| S12      | Stahl         | - Stahl - Stahltransport - Schraube                                                                                          | 2008 |                                                                |
| S13      | Schuhe        | - Schuh - Schuhmacher - Schuhfabrik                                                                                          | 2009 |                                                                |

### T
4 Folgen
| Folge | Thema/Titel | Inhalt | Jahr | Bemerkungen |
| ----- | ----------- | --- | ---- | ----------- |
| T1    |             | - TÜV (Technischer Überwachungsverein), nachgestellte Szene einer Kfz-Inspektion beim TÜV - Tapete - Taschenlampe - Teebeutel - Tiger (in Zeitlupe) | 1994 |             |
| T2    |             | - Tonmurmel - Tee - Taktstock - Tomatenketchup - Tesa                                                                                               | 1998 |             |
| T3    |             | - Herstellung eines Toilettenbeckens - Trapez - Trüffelschwein, ein Hausschwein sucht in Frankreich nach Trüffel - Tube                             | 2002 |             |
| T4    |             | - Tür - Turmspringer - Traktor - Trillerpfeife - Tütensuppe                                                                                         | 2004 |             |

### U
1 Folge
| Folge    | Thema/Titel    | Inhalt | Jahr | Bemerkungen |
| -------- | -------------- | --- | ---- | ----------- |
| U1 (alt) | Uhr            | - Uhr: Eieruhr, Sanduhr - Uhr, Zeitansage - Uhrmacher - mit einer sogenannten Blumenuhr wird versucht, die Zeit anhand der einzelnen Öffnungszeiten der Blüten abzulesen                                    | 1996 |             |
| U1 (neu) | Unter der Erde | - Wie kommt unser Wasser ins Haus? - Und wie kommt das Abwasser wieder raus? - Wo kommt eigentlich das Erdgas her? - Und die verschlungenen Wege der Telefonleitungen? - Wie werden nahtlose Rohre gemacht? |      |             |

### V
3 Folgen
| Folge    | Thema/Titel    | Inhalt | Jahr | Bemerkungen                                                                                  |
| -------- | -------------- | --- | ---- | -------------------------------------------------------------------------------------------- |
| V1 (alt) |                | - Ventil - Vakuum - Vogelfotograf - Vitamin C                                                             | 1996 |                                                                                              |
| V1 (neu) | Verpackungen   | - Clips - Teebeutel - Tubenherstellung - Spraydosen - Hemdverpackung                                      | 2012 |                                                                                              |
| V2       | Varus-Schlacht | - Varus-Schlacht (5 Teile) - Archäologische Ausgrabungen (2 Teile) - Making-of Varus-Schlacht (Playmobil) | 2005 | Es gibt eine Kurz- und eine Langversion; das Making-of ist nur in der Lang-Version enthalten |
| V3       | Verwandlungen  | - Anamorphose - Blattfarben - Warum werden Haare grau? - Handyrecycling                                   | 2013 |                                                                                              |

### W
8 Folgen
| Folge | Thema/Titel                     | Inhalt | Jahr | Bemerkungen                   |
| ----- | ------------------------------- | --- | ---- | ----------------------------- |
| W1    | Wolle                           | - Wolle aus Australien - Wolle waschen und kämmen - Wolle spinnen, zwirnen, färben - Wolle verstricken - Weben                                                                 | 1996 |                               |
| W2    |                                 | - Wasserhahn - Wasserballon (platzt in Zeitlupe) - Wellenbad - Winkemann, Baustellenhinweis in Form eines Bauarbeiters dessen Arm eine Fahne schwenkt - Wippe - Wasser im Glas | 1998 |                               |
| W3    |                                 | - Wackelbild - Walz - Waschmaschine - Wunderkerze | 2002 |                               |
| W4    | Werkzeuge                       | - Nägel - Hammer Herstellung 1975 - Hammer Herstellung 2003 - Maulschlüssel - Sechskantmutter - Schraubenmutter                                                                |      |                               |
| W5    | Weihnachten                     | - Postpaket - Walnusskerne - Weihnachtsbaumkugel | 2007 |                               |
| W6    | Wasser                          | - Wasser in der Natur - Wassertropfen (in Zeitlupe) - Blumenwasser - Strandball (Wasserball) - Handwärmer                                                                      | 2008 |                               |
| W7    | Wanderweg der Deutschen Einheit | - Von Aachen bis in die Eifel - Im Sauerland - Thüringen - Der Rennsteig - Erzgebirge - Von der Elbe bis nach Görlitz an der polnischen Grenze                                 | 2009 | Sommer-Reise 2009, dreiteilig |
| W8    | Weinbau                         | - Von der nackten Rebe bis zur vollen Traube |      |                               |

### X und Y
bisher keine Titel erschienen

### Z
5 Folgen
| Folge | Thema/Titel         | Inhalt                                                                                    | Jahr | Bemerkungen |
| ----- | ------------------- | ----------------------------------------------------------------------------------------- | ---- | ----------- |
| Z1    |                     | - Zucker - Zahnbürste - Zahnpasta - Zahnpastastreifen                                     | 1996 |             |
| Z2    |                     | - Ziegel - Zugwaschanlage (n-Wagen) - Zitronenbatterie - Zuckerflasche                    | 1998 |             |
| Z3    | Zeitungsherstellung | - Wie entstand und entsteht eine Zeitung – vor 30 Jahren (1970er Jahre) und heute (2002)? | 2002 |             |
| Z4    |                     | - Zange - Zwiebel schneiden - Zuckerwürfel                                                |      |             |
| Z5    | Zeit                | - Platons Wecker - Funkuhr - Blumenuhr                                                    | 2011 |             |